# Nordmannia caudatula
Nordmannia caudatula är en fjärilsart som beskrevs av Philipp Christoph Zeller 1848. Nordmannia caudatula ingår i släktet Nordmannia och familjen juvelvingar. Inga underarter finns listade i Catalogue of Life.